# КНДР на зимних Олимпийских играх 1992
КНДР принимала участие в Зимних Олимпийских играх 1992 года в Альбервиле (Франция) в пятый раз за свою историю, и завоевала одну бронзовую медаль.

## Медалисты
| Медаль | Спортсмен   | Вид спорта | Дисциплина          |
| ------ | ----------- | ---------- | ------------------- |
| Бронза | Хван Оксиль | Шорт-трек  | Женщины, 500 метров |

## Состав сборной
20 спортсменов: 11 женщин и 9 мужчин — соревновались в 5 видах спорта: фигурном катании, конькобежном спорте, шорт-треке, лыжных гонках, горнолыжном спорте.
Самой юной участницей сборной была 15-летняя лыжница Ли Гёнэ́, старшей — тоже лыжница, 24-летняя Ли Гёнхи́

## Результаты

### Лыжные гонки
Мужчины
Женщины
| Дистанция                         | Дата       | Спортсменка       | Результат | Результат |
| Дистанция                         | Дата       | Спортсменка       | Время     | Место     |
| --------------------------------- | ---------- | ----------------- | --------- | --------- |
| 5 км классическим стилем          | 13 февраля | Ли Гёнэ 리경애    | 18:54,1   | 61        |
| 5 км классическим стилем          | 13 февраля | Ли Гёнхи (리경희) | 16:26,7   | 51        |
| 10 км гонка по системе Гундерсена | 15 февраля | Ли Гёнхи          | 33:58,8   | 53        |
| 15 км классическим стилем         | 9 февраля  | Ли Гёнхи          | 47:10,5   | 30        |